# Petrus (bier)

Petrus is een Belgisch biermerk dat sinds 1982 gebrouwen wordt door Brouwerij De Brabandere te Bavikhove. Er zijn verschillende soorten Petrus bier, waaronder Petrus Roodbruin, Petrus Blond en Petrus Dubbel. 
Tot begin jaren 1970 brouwde Brouwerij De Brabandere een traditioneel Vlaams roodbruin bier gerijpt in eikenhouten vaten. Na een onderbreking van tien jaar lanceerde de brouwer het opnieuw en eerst onder de naam Petrus Oud Bruin.

## Lijst van soorten

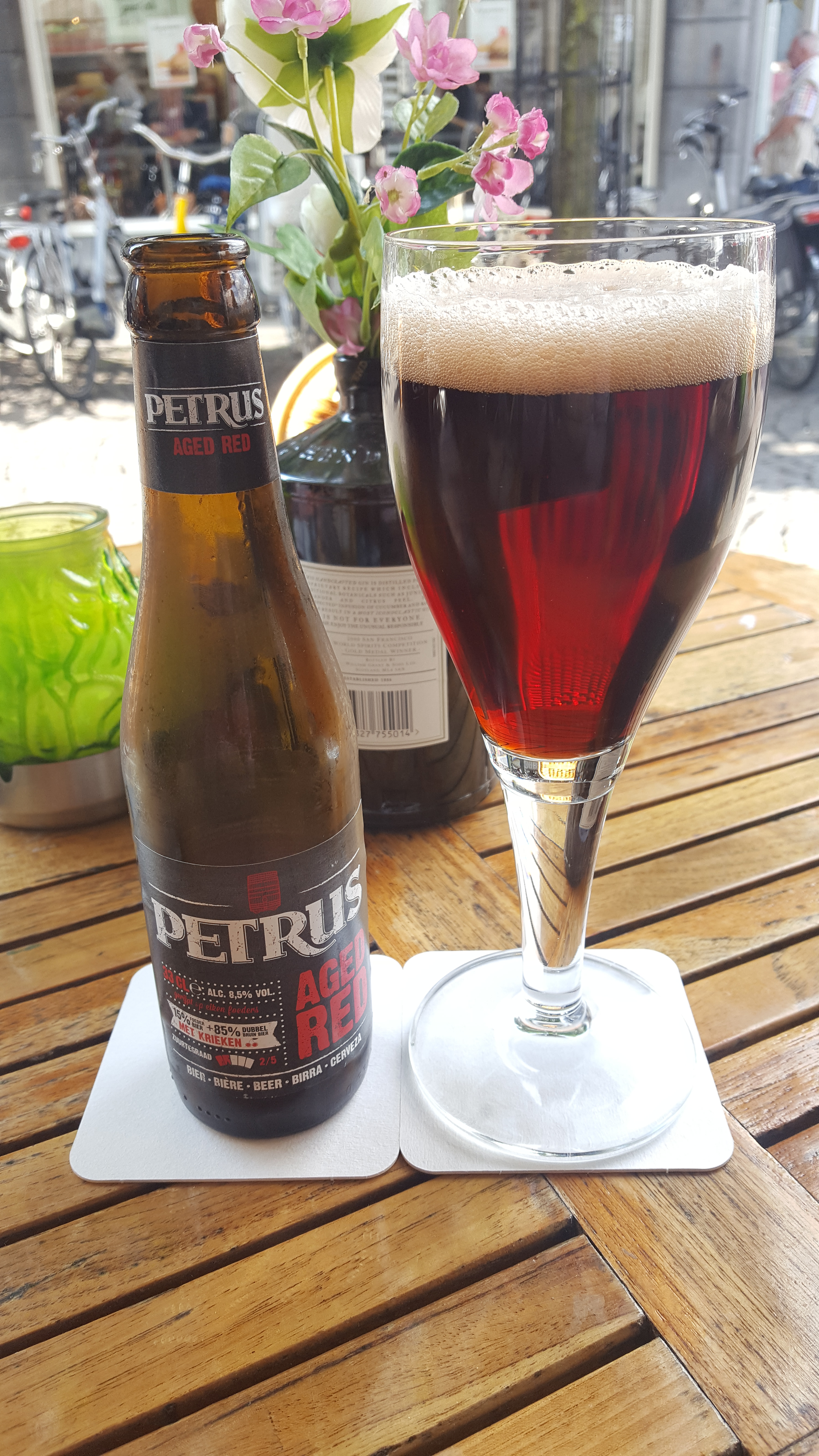
Petrus Aged Red

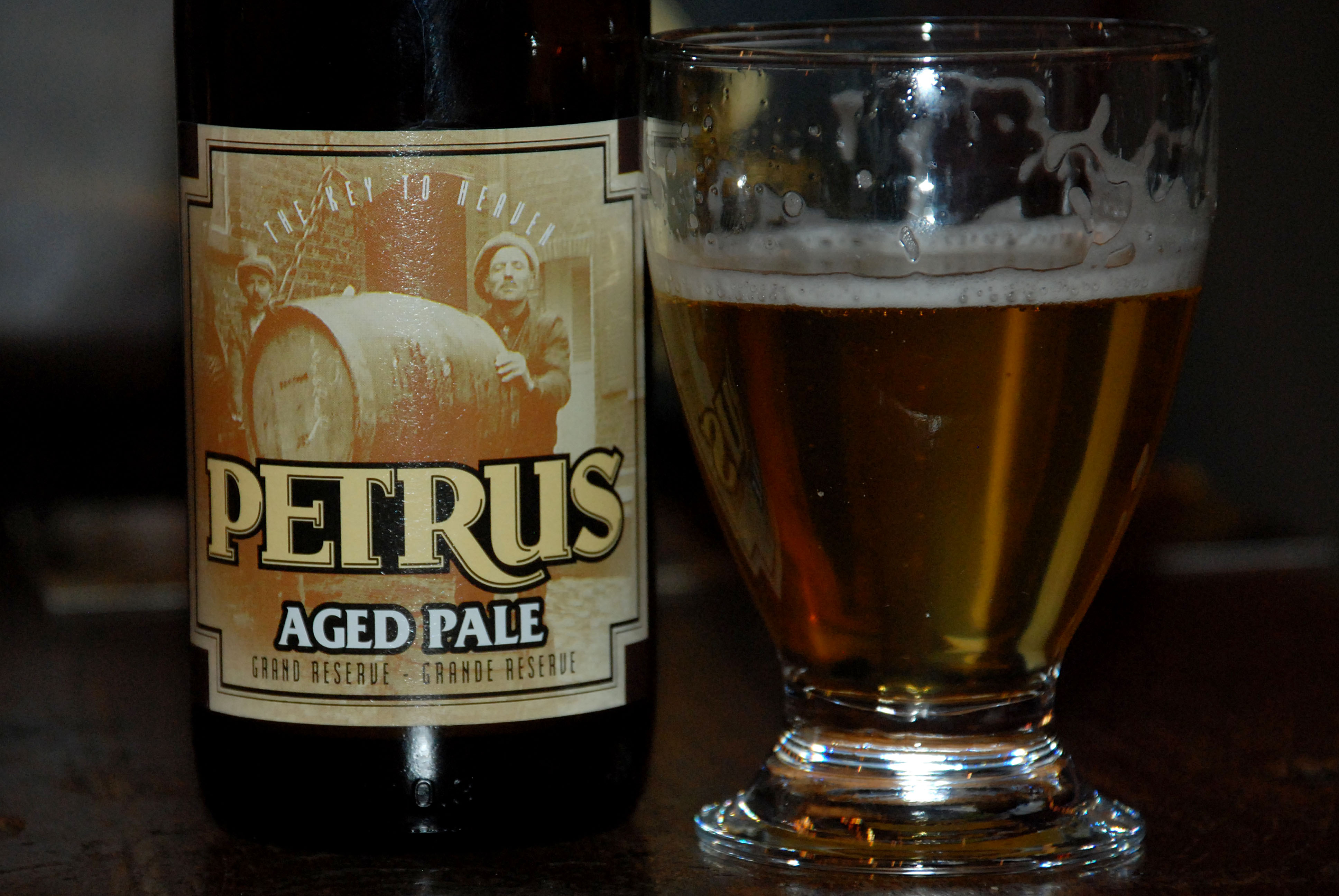
Petrus Aged Pale

Petrus kan worden ingedeeld in drie reeksen.
Een eerste reeks, Petrus Sours,  omvat bieren gemaakt op basis van foederbier dat gedurende 24 maanden in eiken vaten rust.
- Petrus Roodbruin (5,5% alc.) is een Vlaams roodbruin bier. Het is een versnijding van het foederbier (Petrus Aged Pale, 33%)  met jonger bier (67%). Oorspronkelijk de eerste Petrus dat werd gecommercialiseerd.
- Petrus Aged Pale (7,3% alc.) is een foederbier dat op eiken vaten rijpt. Het werd het voor het eerst op de markt gebracht in 2001 dankzij een bezoek van bierkenner Michael Jackson.[3] Het heeft een goudgele kleur en smaakt als een echte brut de brut.
- RED by Petrus (8,5% alc.) is een fruitig Vlaams roodbruin bier. Het is een blend van foederbier (Petrus Aged Pale, 15%) en dubbel bruin bier (Petrus Dubbel, 85%) met toegevoegde kriekensap. Eerst geïntroduceerd in 2012 als Petrus Aged Red.[4]
- Petrus Bordeaux (5,5% alc.) is een zoetzuur Vlaams roodbruin bier gelanceerd in 2021.

Een tweede reeks, Petrus Tradition, omvat bieren in de traditionele lijn en van hoge gisting. 
- Petrus Tripel (8% alc.) voorheen Petrus Gouden Tripel is een blonde tripel.
- Petrus Dubbel (7% alc.) voorheen Petrus Dubbel Bruin is een donkerbruin bier.
- Petrus Blond (6,6% alc.) is een blond bier gelanceerd in 2000.

Een derde reeks, Petrus Nitro, geïntroduceerd in 2019, omvat bieren die gebrouwen zijn met stikstof in plaats van koolzuur.
- Petrus Nitro Quad (11,5% alc.) is een quadrupel met zes verschillende soorten geroosterd mout.
- Petrus Nitro Cherry & Chocolate (8,5% alc.) is een quadrupel met geroosterd mout en een smaak van koffie en kersen.

Ten slotte zijn er de bieren zonder reeks.
- Petrus Speciale (5,5% alc.) is een amberkleurig bier van hoge gisting.
- Petrus Winterbier (6,5% alc.) is een karamelrood kerstbier. Dit bier is uitsluitend verkrijgbaar in flessen van 75cl.

## Marketing
Petrus was shirtsponsor van KSV Waregem en SV Zulte Waregem van 1982 tot 1992, en van 2009 tot 2014. Petrus is huidig shirtsponsor van SV Zulte-Waregem van 2022 tot 2024.
Vroeger werd een loopwedstrijd Petrusrun in Bavikhove gehouden dat 24 edities telde.

## Prijzen
Petrus Aged Pale
- 2011 Goud: World Beer Awards – World’s Best Speciality Pale Ale[8]
- 2012 Goud: World Beer Awards – World's Best Wood Aged Beer[9]
- 2013 Goud: World Beer Awards – World's Best Aged Flavoured Beer[4]
- 2015 Goud: World Beer Awards – World's Best Sour Beer[10]
- 2021 Zilver: World Beer Challenge – Other Belgian Style Sour Ale[11]
- 2021 Goud: World Beer Awards – Belgium's Best Sour/Wild Ale[12]

RED by Petrus
- 2021 Zilver: World Beer Challenge – Wood and Barrel Aged Beer[11]
- 2022 Zilver: World Beer Awards – Wood and Barrel Aged Beer[12]

Petrus Dubbel
- 2011 Goud: World Beer Awards – Europe’s Best Abbey/Trappist Dark Ale[8]

Petrus Nitro Cherry & Chocolate
- 2021 Goud: World Beer Challenge – Experimental Beer[11]